# Super Bowl XXVII
Super Bowl XXVII was de 27e editie van de Super Bowl, een Americanfootballwedstrijd tussen de kampioenen van de National Football Conference en de American Football Conference waarin bepaald werd wie de kampioen werd van de National Football League voor het seizoen van 1992. De wedstrijd werd gespeeld op 31 januari 1993 in de Rose Bowl in Pasadena, Californië. De Dallas Cowboys wonnen de wedstrijd met 52–17 van de Buffalo Bills.

## Play-offs
Play-offs gespeeld na het reguliere seizoen.
| Geplaatste teams | Geplaatste teams                       | Geplaatste teams                     |
| Plaats           | AFC                                    | NFC                                  |
| ---------------- | -------------------------------------- | ------------------------------------ |
| 1                | Pittsburgh Steelers (Centraal-winnaar) | San Francisco 49ers (West-winnaar)   |
| 2                | Miami Dolphins (Oost-winnaar)          | Dallas Cowboys (Oost-winnaar)        |
| 3                | San Diego Chargers (West-winnaar)      | Minnesota Vikings (Centraal-winnaar) |
| 4                | Buffalo Bills                          | New Orleans Saints                   |
| 5                | Houston Oilers                         | Philadelphia Eagles                  |
| 6                | Kansas City Chiefs                     | Washington Redskins                  |

|  | Wildcard Play-offs                   | Wildcard Play-offs                   |                              |                             | Divisional Play-offs     | Divisional Play-offs     |                    |                    | NFC & AFC Championships | NFC & AFC Championships |  |  | Super Bowl XXVII | Super Bowl XXVII |
|  |                                      |                                      |                              |                             |                          |                          |                    |                    |                         |                         |  |  |                  |                  |
|  | Hubert H. Humphrey Metrodome, 2 jan. | Hubert H. Humphrey Metrodome, 2 jan. |                              |                             | Candlestick Park, 9 jan. | Candlestick Park, 9 jan. |                    |                    |                         |                         |  |  |                  |                  |
|  | Hubert H. Humphrey Metrodome, 2 jan. | Hubert H. Humphrey Metrodome, 2 jan. | Candlestick Park, 17 jan.    |                             | Candlestick Park, 9 jan. | Candlestick Park, 9 jan. |                    |                    |                         |                         |  |  |                  |                  |
|  | Hubert H. Humphrey Metrodome, 2 jan. | Hubert H. Humphrey Metrodome, 2 jan. | San Francisco 49ers          | 20                          |                          |                          |                    |                    |                         |                         |  |  |                  |                  |
|  | Minnesota Vikings                    | 7                                    | San Francisco 49ers          | 20                          |                          |                          |                    |                    |                         |                         |  |  |                  |                  |
|  | Minnesota Vikings                    | 7                                    |                              | Washington Redskins         | 13                       |                          |                    |                    |                         |                         |  |  |                  |                  |
|  | Washington Redskins                  | 24                                   |                              | Washington Redskins         | 13                       | San Francisco 49ers      | 20                 |                    |                         |                         |  |  |                  |                  |
|  | Washington Redskins                  | 24                                   | Texas Stadium, 10 jan.       |                             |                          | San Francisco 49ers      | 20                 |                    |                         |                         |  |  |                  |                  |
|  | Louisiana Superdome, 3 jan.          | Louisiana Superdome, 3 jan.          |                              | Dallas Cowboys              | 30                       |                          | Rose Bowl, 31 jan. | Rose Bowl, 31 jan. |                         |                         |  |  |                  |                  |
|  | Louisiana Superdome, 3 jan.          | Louisiana Superdome, 3 jan.          | Dallas Cowboys               | Dallas Cowboys              | 30                       | 34                       | Rose Bowl, 31 jan. | Rose Bowl, 31 jan. |                         |                         |  |  |                  |                  |
|  | New Orleans Saints                   | 20                                   | Dallas Cowboys               |                             |                          | 34                       | Rose Bowl, 31 jan. | Rose Bowl, 31 jan. |                         |                         |  |  |                  |                  |
|  | New Orleans Saints                   | 20                                   |                              | Philadelphia Eagles         | 10                       |                          | Rose Bowl, 31 jan. | Rose Bowl, 31 jan. |                         |                         |  |  |                  |                  |
|  | Philadelphia Eagles                  | 36                                   |                              | Philadelphia Eagles         | 10                       | Dallas Cowboys           | 52                 |                    |                         |                         |  |  |                  |                  |
|  | Philadelphia Eagles                  | 36                                   | Joe Robbie Stadium, 10 jan.  |                             |                          | Dallas Cowboys           | 52                 |                    |                         |                         |  |  |                  |                  |
|  | Jack Murphy Stadium, 2 jan.          | Jack Murphy Stadium, 2 jan.          | Joe Robbie Stadium, 17 jan.  | Joe Robbie Stadium, 17 jan. |                          | Buffalo Bills            | 17                 |                    |                         |                         |  |  |                  |                  |
|  | Jack Murphy Stadium, 2 jan.          | Jack Murphy Stadium, 2 jan.          | Joe Robbie Stadium, 17 jan.  | Joe Robbie Stadium, 17 jan. | Miami Dolphins           | Buffalo Bills            | 17                 | 31                 |                         |                         |  |  |                  |                  |
|  | San Diego Chargers                   | 17                                   | Joe Robbie Stadium, 17 jan.  | Joe Robbie Stadium, 17 jan. | Miami Dolphins           |                          |                    | 31                 |                         |                         |  |  |                  |                  |
|  | San Diego Chargers                   | 17                                   | Joe Robbie Stadium, 17 jan.  | Joe Robbie Stadium, 17 jan. |                          | San Diego Chargers       | 0                  |                    |                         |                         |  |  |                  |                  |
|  | Kansas City Chiefs                   | 0                                    |                              | Miami Dolphins              | 10                       | San Diego Chargers       | 0                  |                    |                         |                         |  |  |                  |                  |
|  | Kansas City Chiefs                   | 0                                    | Three Rivers Stadium, 9 jan. | Miami Dolphins              | 10                       |                          |                    |                    |                         |                         |  |  |                  |                  |
|  | Rich Stadium, 3 jan.                 | Rich Stadium, 3 jan.                 |                              | Buffalo Bills               | 29                       |                          |                    |                    |                         |                         |  |  |                  |                  |
|  | Rich Stadium, 3 jan.                 | Rich Stadium, 3 jan.                 | Pittsburgh Steelers          | Buffalo Bills               | 29                       | 3                        |                    |                    |                         |                         |  |  |                  |                  |
|  | Buffalo Bills                        | 41                                   | Pittsburgh Steelers          |                             |                          | 3                        |                    |                    |                         |                         |  |  |                  |                  |
|  | Buffalo Bills                        | 41                                   |                              | Buffalo Bills               | 24                       |                          |                    |                    |                         |                         |  |  |                  |                  |
|  | Houston Oilers                       | 38                                   |                              | Buffalo Bills               | 24                       |                          |                    |                    |                         |                         |  |  |                  |                  |
|  | Houston Oilers                       | 38                                   |                              |                             |                          |                          |                    |                    |                         |                         |  |  |                  |                  |